# Арсеново (Кемеровская область)
Арсе́ново — село в Крапивинском районе Кемеровской области. Входит в состав Каменского сельского поселения.

## География
Центральная часть населённого пункта расположена на высоте 200 м над уровнем моря.

## Население
| 2010 |
| ---- |
| 342  |

### Половой состав
По данным Всероссийской переписи населения 2010 года, в селе Арсеново проживало 342 человека (156 мужчин, 186 женщин).

## Улицы
- ул. Лесная,
- ул. Молодёжная,
- ул. Новая,
- ул. Почтовая,
- ул. Центральная[7].